# Joachim Schulz (Architekt)
Joachim Schulz (* 30. Mai 1955) ist ein deutscher Architekt, beratender Ingenieur, öbuv Sachverständiger für Schäden an Gebäuden und Fachbuchautor.

## Lehrtätigkeit
Von 2000 bis 2008 war er Lehrbeauftragter an der Berliner Hochschule für Technik (BHT) ehem. BEUTH Hochschule bzw. Technischen Fachhochschule Berlin im Fachbereich IV Architektur: Baukonstruktion / Bauschäden / Sichtbeton.

## Veröffentlichungen

### Als Autor
- Sichtbeton-Planung: Kommentar zur DIN 18 217 Betonflächen und Schalungshaut. Vieweg, Wiesbaden 2006, ISBN 978-3-8348-0203-3
- Sichtbeton Atlas: Planung – Ausführung – Beispiele. Vieweg + Teubner Verlag, GWV Fachverlage GmbH, Wiesbaden 2009, ISBN 978-3-8348-9330-7
- Sichtbeton-Mängel: gutachterliche Einstufung, Mängelbeseitigung, Betoninstandsetzung und Betonkosmetik. Vieweg + Teubner, Wiesbaden 2011, ISBN 978-3-8348-1401-2
- Handbuch Sichtbeton: Beurteilung und Abnahme. Verlag Bau + Technik, Erkrath 2016, ISBN 978-3-7640-0610-5
- Architektur der Bauschäden: Schadensursache – gutachterliche Einstufung – Beseitigung – Vorbeugung – Lösungsdetails. Springer Vieweg, Wiesbaden 2020, ISBN 978-3-658-27653-9
- Bauschäden in Bädern und Nassräumen: Schadensursache, gutachterliche Einstufung, Beseitigung, Vorbeugung, Lösungsdetails. Springer Vieweg, Wiesbaden 2022, ISBN 978-3-658-15649-7
- Sichtbeton: Von der Planung bis zur Mängelvermeidung. Springer Fachmedien, Wiesbaden 2023, ISBN 978-3-8348-1828-7

### Als Herausgeber
- Sichtbeton-Handbuch 2006: Neues aus Theorie und Praxis. 2. Internationales Sichtbeton-Forum. Verl. Bau und Technik, Düsseldorf 2006, ISBN 978-3-7640-0485-9
- Sichtbeton-Handbuch 2007: Neues aus Theorie und Praxis. 3. Internationales Sichtbeton-Forum 2007. Verl. Bau und Technik, Düsseldorf 2007, ISBN 978-3-7640-0498-9
- Sichtbeton-Handbuch 2008: Neues aus Theorie und Praxis. 4. Internationales Sichtbeton-Forum 2008. Verlag Bau und Technik, Düsseldorf 2008, ISBN 978-3-7640-0506-1